# 同齒刺鯊
同齒刺鯊（學名：Centrophorus uyato）是軟骨魚綱板鰓亞綱角鯊目刺鯊科刺鯊屬下的細小深海鯊魚。

## 身體特徵
同齒刺鯊沒有臀鰭，兩條背鰭都有鰭棘，在第一背鰭前稍微隆起，在鰓上及背鰭的顏色較深，胸鰭末端長，尾鰭呈鋸齒狀。

## 分佈
同齒刺鯊分佈在北墨西哥灣、西班牙南至好望角的東大西洋、西西里島西的地中海、近莫桑比克的西印度洋、阿拉伯海及近印度的孟加拉灣，並台灣。

## 習性及棲息地
同齒刺鯊是普遍的鯊魚，並生活在50至1400米近海底的地方。牠們是卵胎生的，每胎只有一條幼鯊。牠們吃硬骨魚及魷魚。